# Igor' Žižikin
Igor' Vital'evič Žižikin (in russo Игорь Витальевич Жижикин?; Mosca, 8 ottobre 1965) è un attore russo.

## Filmografia parziale

### Cinema
- Debito di sangue (Blood Work), regia di Clint Eastwood (2002)
- Indiana Jones e il regno del teschio di cristallo (Indiana Jones and the Kingdom of the Crystal Skull), regia di Steven Spielberg (2008)
- Driven to Kill, regia di Jeff King (2009)
- Shadows in Paradise, regia di J. Stephen Maunder (2010)
- The Tourist, regia di Florian Henckel von Donnersmarck (2010)
- Safe, regia di Boaz Yakin (2012)
- Vij (Вий, Viy), regia di Oleg Stepčenko (2014)
- Hunter Killer - Caccia negli abissi (Hunter Killer), regia di Donovan Marsh (2018)
- Iron Mask - La leggenda del dragone (Тайна печати дракона), regia di Oleg Stepchenko (2019)

### Televisione
- Alias - serie TV (2002)
- Burn Notice - Duro a morire (Burn Notice) - serie TV (2009)
- Chuck - serie TV (2011)
- True Justice - serie TV (2011)
- Political Animals - miniserie TV (2012)

## Doppiatori italiani
Nelle versioni in italiano delle opere in cui ha recitato, Igor' Žižikin è stato doppiato da:
- Alessio Cigliano in Alias
- Carlo Scipioni in Indiana Jones e il regno del teschio di cristallo
- Francesco Pannofino in Driven to Kill - Guidato per uccidere

## Vita privata
Sposato 4 volte